# Hotel Waldhaus
L'Hotel Waldhaus és un hotel històric de Sils Maria, al cantó suís dels Grisons. És un dels pocs hotels de cinc estrelles de Suïssa que ha estat propietat de la mateixa família des que es va obrir.

## Història
L'Hotel Waldhaus de Sils Maria es va construir el 1908 per compte de l'hostaler Josef Giger-Nigg a partir del disseny del jove arquitecte Karl Koller, que llavors s'acabava de consolidar com a arquitecte hoteler a l'Engiadina. Tant en el seu aspecte exterior com en el mobiliari, el Waldhaus mostra el desenvolupament posterior des del llenguatge de disseny exuberant de la Belle Époque fins a l'expressió més senzilla de principis del segle xx.
L'edifici històric s'ha conservat en gran part en el seu estat original, tant per dins com per fora, inclòs el mobiliari. El piano Welte-Mignon encara és al saló de música de l'hotel, un piano mecànic que es va comprar el 1910 a M. Welte Sons a Friburg de Brisgòvia per 2.100 Reichsmarks i que es toca amb rotlles de pianola. A l'Hotel Waldhaus hi ha pintures de Clara Porges, així com obres de Gottardo Segantini i del fotògraf Albert Steiner.
Entre els hostes destaquen Theodor Adorno, Thomas Bernhard, Joseph Beuys, Friedrich Dürrenmatt, Thomas Mann, Hermann Hesse, Luchino Visconti, Gerhard Richter, Emil Rathenau, Max Reinhardt, Albert Einstein, Otto Klemperer i Max Liebermann, tots d'origen familiar jueu.
A només 200 metres darrere de l'hotel al bosc hi ha l'antiga Villa Spitzer («Villa Laret»), on la jove Anne Frank va passar unes vacances d'estiu amb la seva tia parisenca Olga Spitzer el 1935 i el 1936. Un monument commemoratiu recorda llurs estades.
El 1996 s'hi van rodar parts de Rien ne va plus, la cinquantena pel·lícula de Claude Chabrol, amb Isabelle Huppert, Michel Serrault i François Cluzet.

Foto aèria de Walter Mittelholzer (1918-1937)

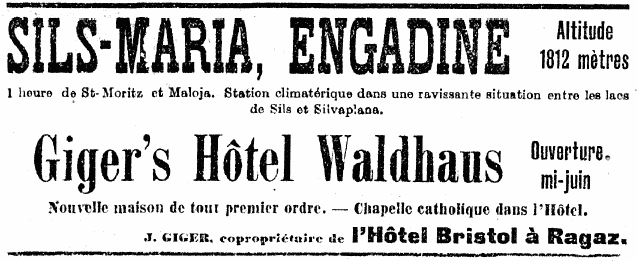
Anunci publicat al Journal de Genève a el 1908.